# Rachel Reeves
Rachel Jane Reeves (født 13. februar 1979) er en britisk økonom og politiker, der har været Storbritanniens finansminister siden juli 2024. Hun er medlem af Labour Party og er den første kvindelige finansminister i britisk historie. Hun har været medlem af Underhuset (MP) siden 2010. Efter Labours sejr ved parlamentsvalget i 2024 overtog Reeves posten som finansminister efter Jeremy Hunt.